# Annabel Croft
Annabel Nicola Croft (nascida a 12 de julho de 1966) é uma ex- tenista profissional britanica e atual apresentadora de rádio e televisão . Como tenista, venceu o evento WTA Tour Virginia Slims de San Diego e representou a Grã-Bretanha na Fed Cup e na Wightman Cup .
Após se retirar do ténis, tornaou-se apresentadora de televisão, com programas como Treasure Hunt e Interceptor . Em 2005, apareceu no programa Cele ITV, que acabou por vencer. Em 2023, Croft foi anunciada como uma das concorrentes do Strictly Come Dancing da BBC desse mesmo ano.
Mais recentemente, foi apresentadora e comentadora da Eurosport, Sky Sports e da BBC .
Croft nasceu em Farnborough, Kent . Depois de vencer os torneios femininos de Wimbledon e do Aberto da Austrália em 1984, venceu o torneio Virginia Slims de San Diego em 1985, derrotando Wendy Turnbull na final, em dois sets. Em dezembro de 1985, alcançou a posição número 24 no ranking mundial. Jogou pela Grã-Bretanha na Fed Cup em 1985 e 1986, e na Wightman Cup de 1983 a 1986. Continuou a jogar até fevereiro de 1988, mas não conseguiu chegar a mais nenhuma final.

## Depois do ténis
Apesar do seu potencial e de estar entre as 25 melhores jogadoras do mundo, Croft retirou-se do ténis profissional com apenas 21 anos, cansada das duras viagens e sentindo que não já não gostava de jogar. Imediatamente após se retirar, Croft tornou-se o novo rosto do programa de horário nobre do Channel 4, Treasure Hunt, após a temporada de sucesso de Anneka Rice . Segui-se o seu próprio programa na ITV, Interceptor .
Em 1990, Croft lançou o seu próprio vídeo de fitness intitulado Annabel Croft's Shape Tape .
Esteve envolvida na cobertura do Campeonato de Tênis de Wimbledon para a BBC, Radio 5 Live e GMTV, e também trabalhou para Sky Sports, e Eurosport como comentadora de ténis. Apareceu em programas de TV sobre estilo de vida no Reino Unido, como The Wright Stuff, The Entertainment Show, GMTV, Out and About e This Morning.
Em junho de 2009, Croft foi um dos cinco voluntários que participaram numa série de dois programas da BBC , Famous, Rich and Homeless, sobre como viver sem dinheiro nas ruas de Londres. Depois de Famous, Rich and Homeless, Croft fez um programa de rádio, chamado Radio 5 Live que foi transmitido a 24 e 25 de dezembro de 2009, intitulado James: My Alcoholic Friend, onde ela tenta encontrar o sem-abrigo com quem passou uma noite nas ruas de Londres.
Foi apresentadora da Sky Sports, incluindo o US Open de 2012. Ela também apresentou Game, Set & Mats no Eurosport em 2015, em conjunto com o ex-tenista Mats Wilander, durante as semanas de torneios de Grand Slam.
Em novembro de 2011, Croft – apresentadora do Eurosport – organizou o AIB Media Excellence Awards, o concurso internacional de jornalismo e produção factual.
Em outubro de 2012, Croft lançou uma empresa chamada DiaryDoll com a apresentadora de TV Carol Smillie, que coloca no mercado calças impermeáveis para menstruação, pós-maternidade e fraqueza nos músculos do pavimento pélvico, com o objetivo de serem bonitas, femininas, respiráveis e à prova de lavagem, enquanto que reduzem o estigma do tema de saúde pélvica feminina.
Em 2021, foi vencedora do IC of GB Sportsmanship Award, concedido a um tenista britanico pela atitude admirável como desportista durante sua carreira. Os ex-vencedores incluem Sue Barker (2019), Virginia Wade (2017), Greg Rusedski (2011), Tim Henman (1999) e Jeremy Bates (1995).
Em agosto de 2023, Croft foi anunciada como concorrente da vigésima primeira série do programa Strictly Come Dancing .

## Vida pessoal
Croft era casada com Mel Coleman, ex-velista internacional da America's Cup e Admiral's Cup . O casal morava em Coombe, perto de Wimbledon, no bairro londrion de Kingston, com os seus três filhos, duas filhas chamadas Amber Rose e Lily e um filho, Charlie. Em 2009, em conjunto, fundaram a Annabel Croft Tennis Academy no National Tennis Center . Após uma curta doença com cancro do estômago, Coleman morreu a 24 de maio de 2023.
Croft tem atuado em prol da sensibilização  da obesidade infantil e apoia a instituição de caridade contra o cancro infantil Young Lives vs Cancer (antes conhecida como CLIC Sargent).

## Finais WTA
| Resultado | Data                | Nível                      | Torneio                                     | Superfície | Adversário            | Resultado      |
| --------- | ------------------- | -------------------------- | ------------------------------------------- | ---------- | --------------------- | -------------- |
| Vitória   | 22 de Abril de 1985 | Virgínia Slims <br> 75.000 | Virginia Slims de San Diego, Estados Unidos | Duro       | </img> Wendy Turnbull | 6–0, 7–6 (7–5) |

## Timeline do desempenho em Grand Slams
| V | F | SF | QF | #R | RR | Q# | P# | NQ | NP | Z# | PO | O | P | B | NTM | NTI | A | NO |

 •  (V) vencedor; (F) finalista; (SF) semifinalista; (QF) quartas de final; (#R) rodada 4, 3, 2, 1; (RR) round-robin; (Q#) rodada qualificatória; (P#) rodada preliminar; (NQ) não qualificado; (NP) não participou; (Z#) grupo zonal da Davis/Fed Cup (com número indicativo) ou (PO) play-off; (O) ouro, (P) prata ou (B) bronze medalha Olímpica/Paralímpica; (NTM) não é torneio Masters; (NTI) não é torneio nível I; (A) adiado; (NO) não ocorreu; (TS) taxa de sucesso (eventos vencidos / participados); (V–P) jogos vencidos-perdidos.
 •  Para evitar confusões e contagem em duplicidade, esses quadros são atualizados após a conclusão de um torneio ou quando a participação de um jogador termina.

### Singulares
| Torneio                       | 1982 | 1983 | 1984 | 1985 | 1986 | 1987 | 1988 |      |      |
| ----------------------------- | ---- | ---- | ---- | ---- | ---- | ---- | ---- | ---- | ---- |
| Aberto da Austrália           | Q1   | Q2   | 1R   | 1R   | NH   | A    | 1R   | 0– 3 | 0/3  |
| Aberto da França              | A    | Q1   | 1R   | 1R   | 2R   | 1R   | A    | 1–4  | 0/4  |
| Wimbledon                     | 1R   | 1R   | 3R   | 1R   | 1R   | 2R   | A    | 3–6  | 0/6  |
| Aberto dos EUA                | Q2   | 1R   | 1R   | 2R   | 3R   | 2R   | A    | 4–5  | 0/5  |
| Vitória-perda                 | 0–1  | 0–2  | 2–4  | 1–4  | 3–3  | 2–3  | 0–1  | 8–18 | 0/18 |
| Classificação de final de ano | 161  | 138  | 82   | 24   | 82   | 141  | 265  |      |      |

### Duplas
| Torneio                       | 1984 | 1985 | 1986 | 1987 |      |      |
| ----------------------------- | ---- | ---- | ---- | ---- | ---- | ---- |
| Aberto da Austrália           | 1R   | 2R   | NH   | A    | 0–3  | 0/3  |
| Aberto da França              | 2R   | 1R   | 1R   | 1R   | 1–4  | 0/4  |
| Wimbledon                     | A    | 1R   | 1R   | 1R   | 3–6  | 0/6  |
| Aberto dos EUA                | 1R   | 1R   | 1R   | A    | 4–5  | 0/5  |
| Vitória-perda                 | 0–1  | 0–2  | 2–4  | 1–4  | 8–18 | 0/18 |
| Classificação de final de ano | 114  | 62   | 126  | 292  |      |      |

### Duplas mistas
| Torneio             | 1983 | 1984 | 1985 | 1986 | 1987 |      |      |
| ------------------- | ---- | ---- | ---- | ---- | ---- | ---- | ---- |
| Aberto da Austrália | A    | A    | A    | NH   | A    | 0–0  | 0/0  |
| Aberto da França    | A    | 1R   | A    | 1R   | A    | 1–4  | 0/4  |
| Wimbledon           | 1R   | 1R   | 1R   | 1R   | 2R   | 3–6  | 0/6  |
| Aberto dos EUA      | 1R   | 1R   | A    | A    | A    | 4–5  | 0/5  |
| Vitória-perda       | 0–1  | 0–1  | 0–2  | 2–4  | 1–4  | 8–18 | 0/18 |

## Participações na seleção nacional

### Fed Cup
| Sorteio Principal da Federation Cup de 1985 |        |            |       |                    |                            |                          |                       |                                 |
| Data                                        | Local  | Superfície | Ronda | Oponentes          | Pontuação final da partida | Corresponder             | Adversário            | Pontuação de borracha           |
| 6 a 14 de outubro <br> 1985                 | Nagoia | Duro       | R1    | Alemanha Ocidental | 3–0                        | Músicas                  | Myriam Schropp        | 6–3, 6–1 ( W )                  |
| 6 a 14 de outubro <br> 1985                 | Nagoia | Duro       | R2    | Japão              | 2–1                        | Músicas                  | Etsuko Inoue          | 7–6 (9–7), 6–7 (4–7), 6–3 ( W ) |
| 6 a 14 de outubro <br> 1985                 | Nagoia | Duro       | QF    | Bulgária           | 1–2                        | Músicas                  | Manuela Maleeva       | 2–6, 2–6 (L)                    |
| Rondas de consolação da Fed Cup de 1986     |        |            |       |                    |                            |                          |                       |                                 |
| 20 a 27 de julho <br> 1986                  | Praga  | Argila     | R1    | TCHAU              | TCHAU                      | TCHAU                    | TCHAU                 | TCHAU                           |
| 20 a 27 de julho <br> 1986                  | Praga  | Argila     | R2    | Finlândia          | 3–0                        | Músicas                  | Petra Thorén          | 6–4, 3–6, 6–4 ( W )             |
| 20 a 27 de julho <br> 1986                  | Praga  | Argila     | R2    | Finlândia          | 3–0                        | Duplas (com Anne Hobbs ) | Suonpaa / Thorén      | 6–0, 6–1 ( W )                  |
| 20 a 27 de julho <br> 1986                  | Praga  | Argila     | QF    | Indonésia          | 3–0                        | Músicas                  | Suzanna Anggarkusuma  | 6–2, 2–6, 6–2 ( W )             |
| 20 a 27 de julho <br> 1986                  | Praga  | Argila     | QF    | Indonésia          | 3–0                        | Duplas (com Anne Hobbs ) | Anggarkusuma / Basuki | 6–2, 4–6, 6–2 ( W )             |
| 20 a 27 de julho <br> 1986                  | Praga  | Argila     | SF    | Hungria            | 3–0                        | Músicas                  | Csilla Cserepy        | 6–4, 6–2 ( W )                  |
| 20 a 27 de julho <br> 1986                  | Praga  | Argila     | SF    | Hungria            | 3–0                        | Duplas (com Anne Hobbs ) | Cserepy / Szikszay    | 2–1, ret. ( C )                 |
| 20 a 27 de julho <br> 1986                  | Praga  | Argila     | C     | União Soviética    | 2–1                        | Músicas                  | Larisa Savchenko      | 6–4, 6–0 ( W )                  |
| 20 a 27 de julho <br> 1986                  | Praga  | Argila     | C     | União Soviética    | 2–1                        | Duplas (com Anne Hobbs ) | Egorova / Parkhomenko | 2–6, 1–6 (L)                    |